# نهر عوج البوصید
نهرعوج البوصید، روستایی از توابع بخش اروندکنار شهرستان آبادان در استان خوزستان ایران است، این روستا همراه با دیگر روستاهای دهستان نصار برای اولین بار در سال ۱۱۴۴ شمسی توسط قبیله ی نصار مسکونی شدند، و  تیره ی آلبوحبیب از طایفه ی آلبوصید از قبیله ی نصار ساکن روستای عوج آلبوصید شدند. این روستا در زمان جنگ تحمیلی مقر کمیته ی عشایر دهستان نصار بوده که توسط شهید احمد بوصیدی که رئیس طایفه بوده تأسیس گردید و طی جنگ تحمیلی توانست از مرز این خطه بخوبی دفاع کند از جمله یک بار کشتی جنگی بعثی را در اروندرود منهدم کند.

## جمعیت
این روستا در دهستان نصار قرار دارد و براساسسرشماری عمومی نفوس و مسکن (۱۳۹۵) ، جمعیت آن ۱۱۳ نفر (۳۰ خانوار) بوده‌است.